# Cabezo de la Jara
El Cabezo de la Jara u Hoguera de Escipión es un monte español situado en la confluencia de los municipios de Huércal-Overa, Vélez-Rubio —ambos en Almería—, Lorca y Puerto Lumbreras —Murcia—, que tiene una altura de 1247 m s. n. m.
Es un casquete calcáreo sobre rocas pizarrosas (esquistos) que está contemplado como Lugar de Importancia Comunitaria (L.I.C) a propuesta de la Comunidad Autónoma de la Región de Murcia junto al marco territorial de la rambla de Nogalte, con una extensión de protección ambiental de 1325,69 hectáreas.

## Historia
Algunos identifican este lugar como aquel en que pereció incinerado en una pira por los cartagineses Cneo Cornelio Escipión Calvo, por lo cual fue llamado Rogum Scipionis y Hoguera de Escipión. Lo cuenta Silio Itálico en su Punicorum bellorum, lib. XIII, vv. 679-692, entre otros autores.
Excelsae turris post ultima rebus in arctis / Subsidium optaram, supremaque bella ciebam. / Fumantes tædas, ac lata incendia passim, / Et mille iniecere faces. Nil nomine leti / De superis queror: haud parvo data membra sepulcro / Nostra cremaverunt, in morte hærentibus armis.
Pero teorías más ajustadas ubican el lugar en Orcera (Jaén).

## Naturaleza
Su altitud y situación lo convierten en un islote de humedad y vegetación dentro del predominio subárido en el semiárido límite murciano-almeriense. 

Forma parte de la Red Natura 2000, una red ecológica europea de áreas de conservación de la biodiversidad y que protege los hábitats más valiosos y amenazados de Europa, entre los cuales destaca los carrascales de Quercus rotundifolia sobre suelos metamórficos, las formaciones de enebros, de baladre y taray.

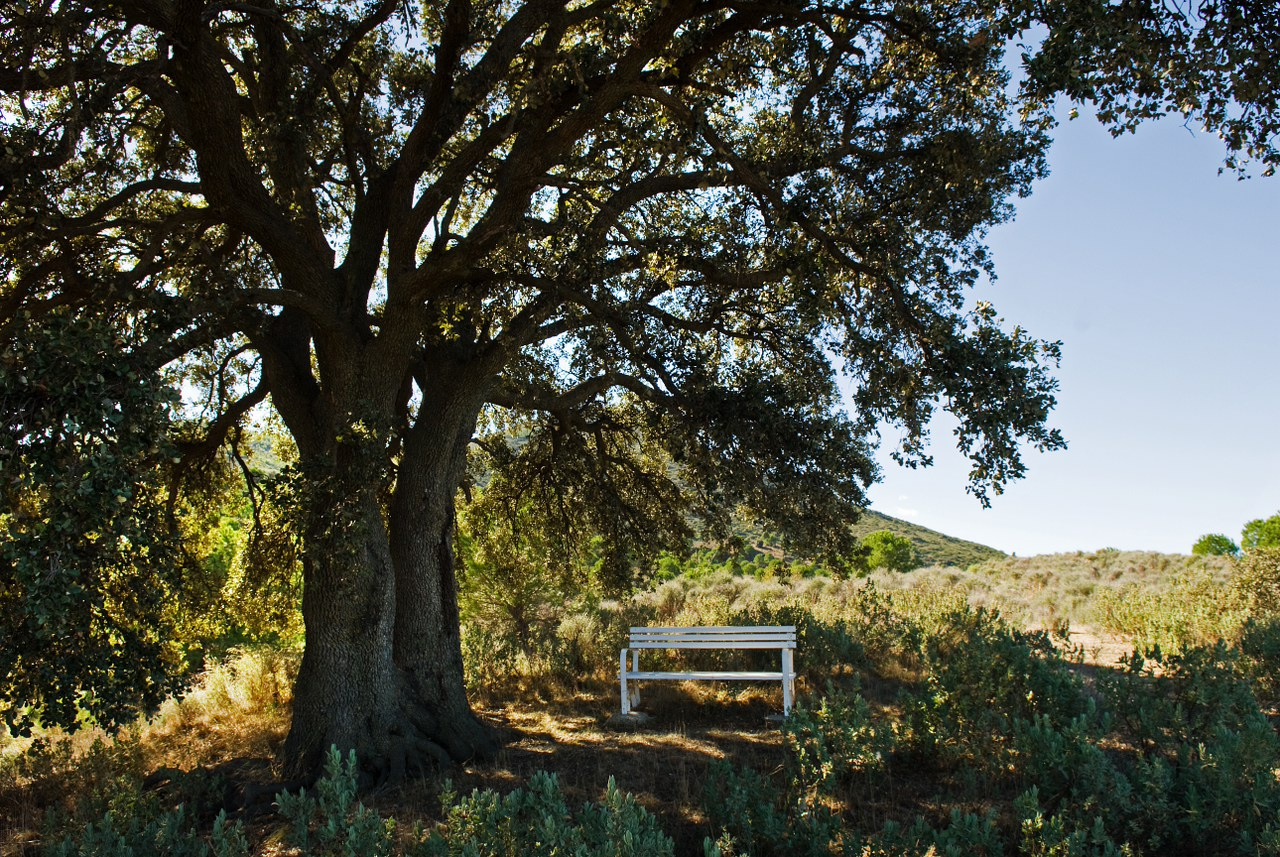
Carrasca en el Cabezo de la Jara

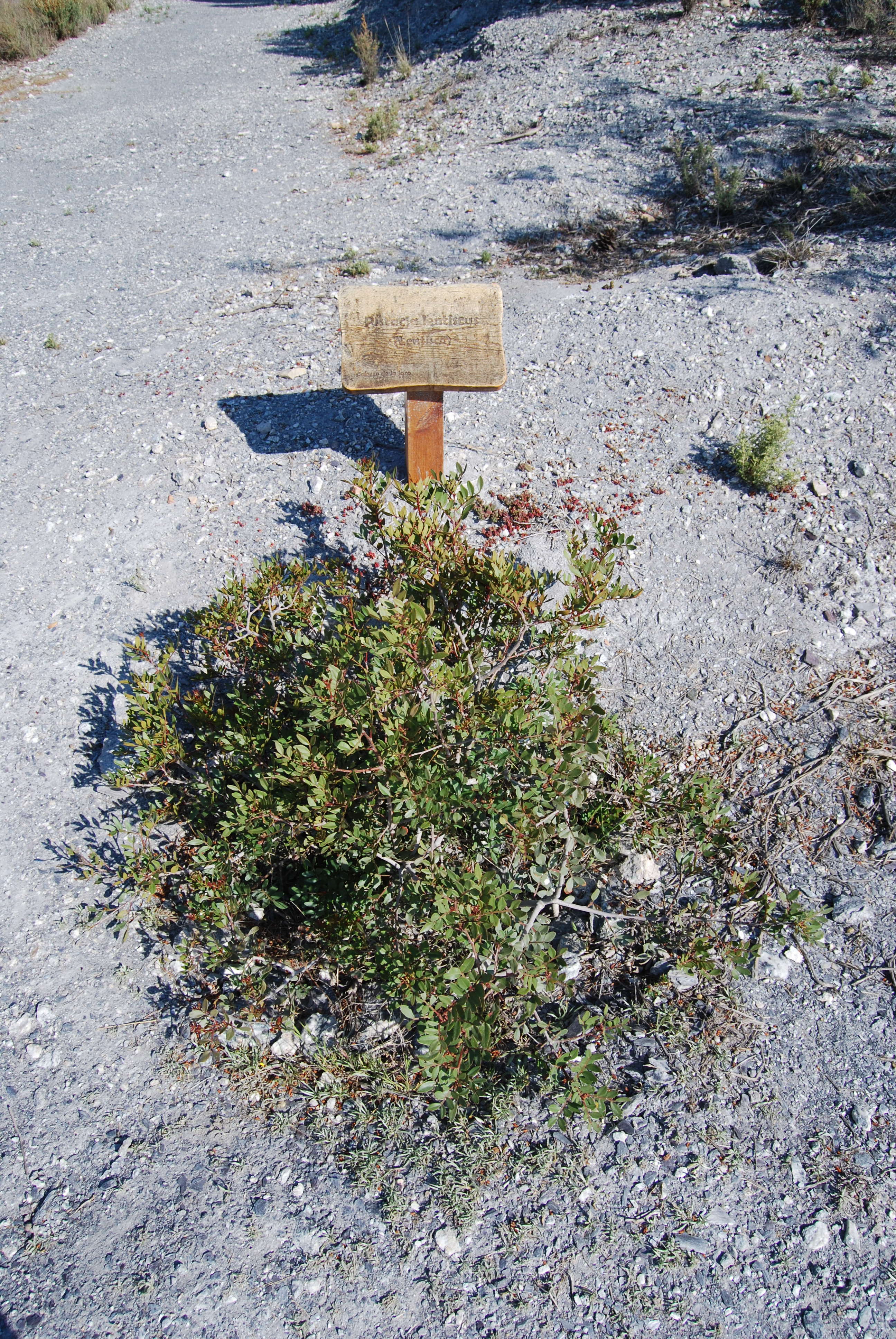
Lentisco en la ruta botánica

### Flora
No existen grandes formaciones boscosas en el entorno, pero aún hoy quedan algunas zonas en las que se puede intuir la diversidad y riqueza que debió tener en sus orígenes. A este respecto, en época islámica este monte era conocido como Yabal al-Jasab, el Monte de la Madera, denominación que probablemente alude el uso que tuvo esta zona en época andalusí.

Entre estas formaciones sobresale las formaciones de carrascales y maquia arbolada, sobre todo en su vertiente septentrional donde abundan las carrascas de porte achaparrado. También existen algunos grupos de encinas, pino piñonero y pino carrasco, y ejemplares aislados de chopo y ciprés.

En la base del relieve, donde los valores pluviométricos son escasos (menos de 200 mm), abundan los espartizales, casi como única formación vegetal. Esto es consecuencia del tradicional aprovechamiento económico del esparto que explica en parte la escasez de otras plantas a favor del esparto. En cotas superiores del cabezo se registran otras especies como el espliego, tomillo, romero, lentisco, albaida y jara.

En los márgenes y cauces de las numerosas ramblas del entorno (Cárdena, Talancón o Vilerda) se conservan bosques en galería formados por tarajes, baladre, carrizo o caña, además de algunos ejemplares de sauco o de rosal silvestre.

Finalmente, en algunas zonas de la vertiente inferior del cabezo, así como en sus alrededores, se cultivan almendros y olivos.

### Fauna
Entre las especies de fauna del Cabezo de la Jara destaca la tortuga mora (Testudo graeca), el búho real (Bubo bubo), o la carraca (coracias garrulus). La tortuga cuenta con tres reservas protegidas, creadas mediante la firma de convenios de la Fundación Global Nature con los propietarios, que implica a estos en la conservación y gestión del territorio y de sus recursos biológicos: el cortijo de los Nopales, Las Cerezuelas y Los Papelones.

Más escasas son las águilas perdiceras, los jilgueros (carduelis carduelis), verdecillo (Serinus serinus) o el verderón (carduelis chloris). En las ramblas se puede observar pájaros mosquiteros, culebras de escalera o araña lobo.

## Lugares de interés

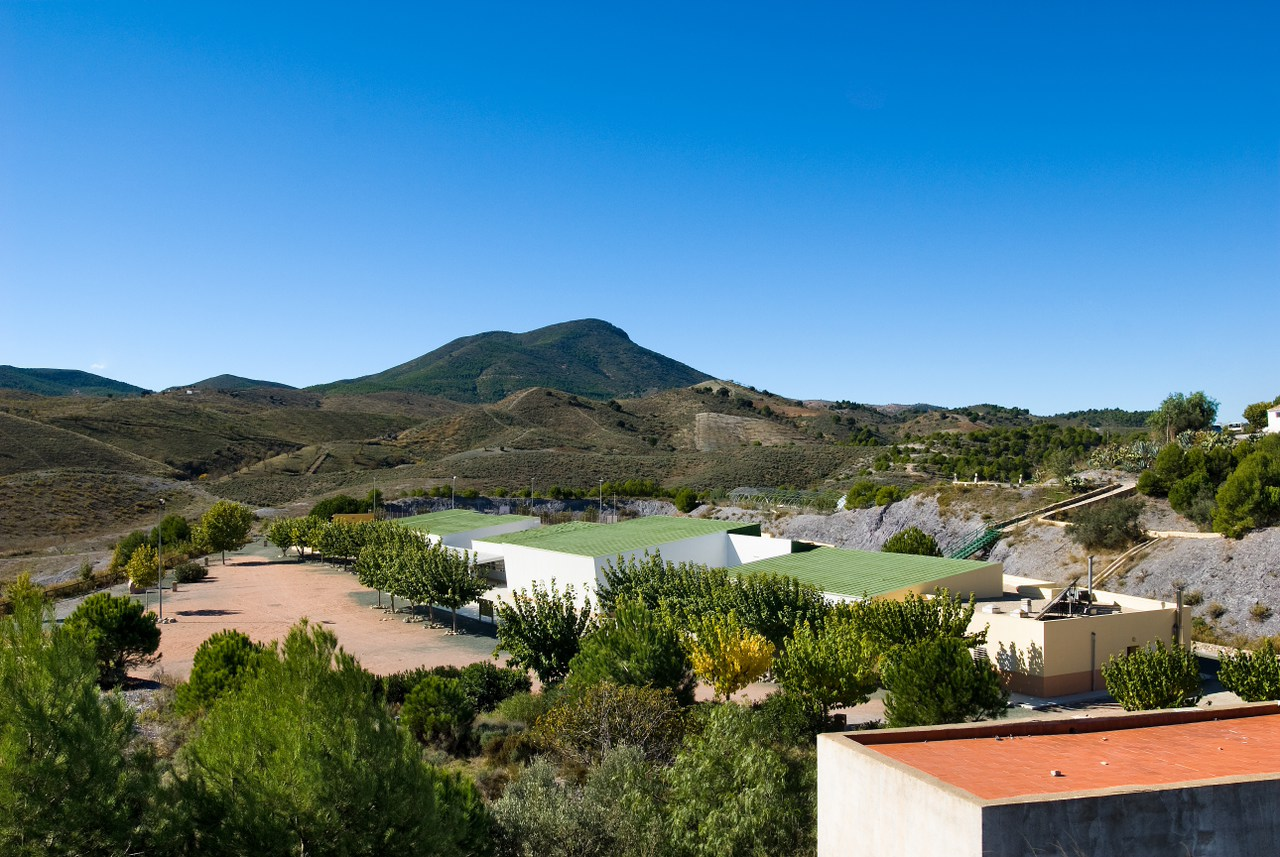
Albergue juvenil y Centro de Interpretación de la Naturaleza

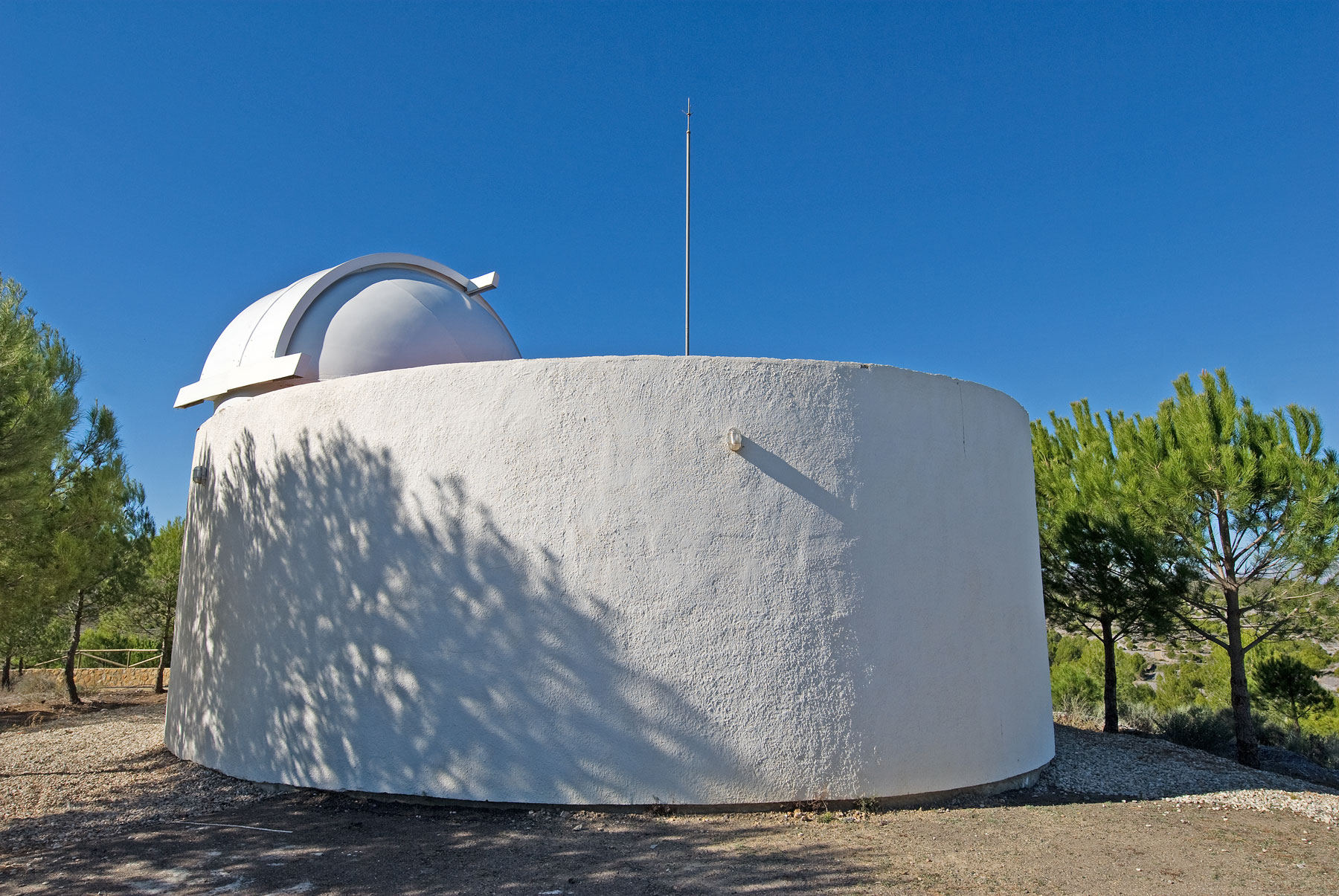
Observatorio Astronómico

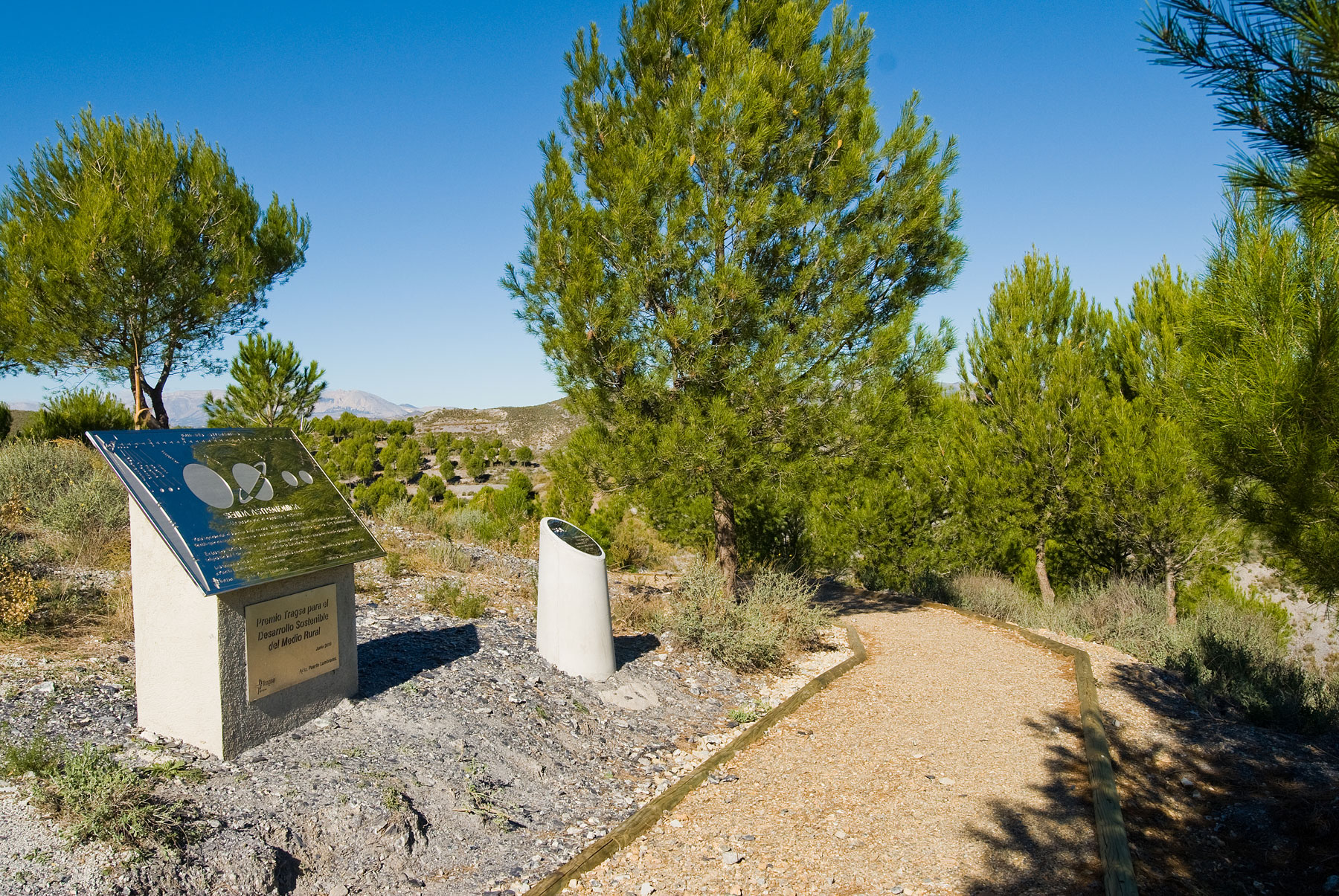
Sendero astronómico

### Albergue juvenil y Centro de Interpretación de la Naturaleza
El albergue cuenta con capacidad para más de 80 personas, con comedor, sala de audiovisuales y amplias terrazas exteriores.
En su interior se puede visitar el Centro de Interpretación de la Naturaleza, punto de partida para varios itinerarios rurales y temáticos que recorren el Cabezo de la Jara. Aquí se ofrece información relativa al patrimonio natural de este importante paraje y sobre la historia y tradiciones de Puerto Lumbreras. Organiza además talleres y actividades al aire libre para escolares y familias.

### Observatorio astronómico
Situado junto al Albergue, es un pequeño edificio que consta de cúpula con su equipamiento instrumental y una sala de observación con un telescopio reflector LX 200 12" de Meade. Se pueden realizar visitas guiadas por miembros de la Agrupación Astronómica de la Región de Murcia.

### Senderos temáticos
El Centro de Interpretación de la Naturaleza es el punto de partida de tres senderos temáticos o interpretativos:
- Sendero botánico y de aprovechamiento del agua. Tiene una longitud total de 1800 m. Comienza en el Centro de Interpretación y finaliza en la subida del Observatorio Astronómico. En el recorrido se pueden contemplar las especies de mayor interés botánico de la zona, debidamente señalizadas, junto a los diferentes sistemas de aprovechamiento de agua que han sido rehabilitados y que se sitúan a mitad del recorrido.
- Sendero astronómico, de 1500 m de longitud. Se inicia en el Centro de Interpretación y finaliza en el Observatorio. Cuenta con dos relojes solares, uno lunar y dos maquetas del sistema solar a escala.

### Simas
En el Cabezo de la Jara se sitúan numerosas simas. Cavidades abiertas al exterior mediante un pozo o conducto vertical originado por un proceso erosivo kárstico en la roca calcárea. Entre ellas destacan Sima Límite, la Tinaja, la Sima, y la Cueva de Escipión, que toma su nombre de la leyenda que sitúa en esta cavidad el lugar en el que Cneo Cornelio Escipión fue enterrado.

## Galería
|                                             |
| Albergue Juvenil y Centro de Interpretación |

|                                  |
| Caseríos en el Cabezo de la Jara |

|                                                    |
| Detalle del paisaje en las proximidades del Cabezo |

|                                    |
| Acceso al centro de interpretación |

|                     |
| Interior del Centro |

|                             |
| Vista del Cabezo de la Jara |

|                                    |
| Sendero y Observatorio Astronómico |

|                                |
| Perdiz en el Cabezo de la Jara |

|                                              |
| Flores de una umbelífera, al fondo el Cabezo |